# ダヌィーロ・ロマーノヴィチ
ダヌィーロ・ロマーノヴィチ（古ルーシ語：Данило Романовичъ、ウクライナ語：Данило Романович、意味：ロマンの子ダヌィーロ、1201年 - 1264年）は、リューリク朝の公の1人で、ヴォルィーニ公（在位：1205年 - 1208年、1215年 - 1238年）、ハールィチ公（在位：1238年 - 1261年）、キエフ大公（在位：1239年 - 1240年）、ハールィチ・ヴォルィーニ大公（在位：1238年 - 1250年）であり、初の全ルーシの王（在位：1253年 - 1264年）でもあった。ルーシ年代記においては、「ソロモンに次ぐ人」として謳われている。ハールィチという町からハールィチ・ヴォルィーニ大公国を治めていた事にちなんで「ハールィチのダヌィーロ」（ウクライナ語：Данило Галицький、ダヌィーロ・ハールィツィクィイ）とも呼ばれている。

## 生涯
初代ハールィチ・ヴォルィーニ大公ロマン・ムスティスラーヴィチと東ローマ帝国の貴族の娘アンナの間に嫡男として生まれた。
1205年、父の戦死に伴って5歳で家督を継いだが、1206年にハールィチ公国の貴族達の陰謀によってハールィチ公国を失い、ヴォルィーニ公国のみを支配するようになった。1211年から1212年の間にダヌィーロは再びハールィチ公国に足を据えたが、貴族の反発のせいでまたもやハールィチから追い出された。1229年までにダヌィーロは、父の死後に諸公国に分裂したヴォルィーニ公国を統一し、ハールィチ・ヴォルィーニ大公国の再建するための足がかりをつくった。1223年、彼は南方のルーシの公達及びクマン人と共にモンゴル帝国と敵対し、カルカ河畔の戦いに参加して敗れたが、1237年にヴォルィーニ公国の北部を占領したドイツ騎士団を撤退させた。
1238年、ダヌィーロはハンガリー王国とハールィチ公国の貴族の野党を負かせ、ハールィチを奪い返した。その際、父が築いたハールィチ・ヴォルィーニ大公国を再建してハールィチ公国に座を据えながら、弟のヴァスィーリコにヴォルィーニ公国の支配を任せた。1230年代末までに、彼はルーシを統一する計画を立て、東方にあったトゥロヴ・ピンスク公国とキエフ大公国を領内に加え、キエフ大公となった。
1240年にモンゴル人はキエフ大公国を滅亡させ（モンゴルのルーシ侵攻）、ダヌィーロの領地を荒らした。それに乗じた国内外の反ダヌィーロ勢力が立ち上がり、ハールィチ・ヴォルィーニ大公国を分裂させようとした。しかし1245年、ヤロスラヴの戦いにおいてダヌィーロの軍勢はハンガリー・ポーランド・ハールィチ公国の連合軍に大勝利し、国内で自らの政権を安定させ、ヨーロッパ諸国に力を見せ付けた。一方で都市リヴィウとヘウムの建設も進めた。
1246年、モンゴル帝国のジョチ・ウルスはダヌィーロの大公国を従属させたが、ダヌィーロは独立を取り戻すためにヨーロッパ諸国に軍事支援を求めた。彼はハンガリー・ポーランド・オーストリア・ボヘミア・ドイツ騎士団と同盟を結び、1253年にさらにローマ教皇インノケンティウス4世から王の冠を受け、1256年にバトゥが死去すると、独立を宣言し、バトゥの部下であるクレムサが率いるモンゴル政権（この時ハーンが不在だった）と戦う道を選んだ。しかし、教皇は反モンゴル十字軍を呼びかけたにも拘らず、応じる国王や大公などいなかったので、ダヌィーロは自らの力で戦わざるを得なかった。ダヌィーロは最初はいくつかの勝利をおさめたが（1257年にベルケが即位）、1259年にノガイとブルンダイ率いるモンゴル軍に降伏した。1260年に再びジョチ・ウルスの支配から離脱し、小規模の合戦を繰り返しながら、1264年に病死した。

## 子女
1218年、ノヴゴロド公ムスチスラフ・ムスチスラヴィチの娘アンナと結婚、8人の子を儲けた。
- イラクリイ（1223年 - 1240年）
- レーヴ（1228年 - 1301年） - ハールィチ・ヴォルィーニ大公
- ロマン（1230年 - 1261年） - 黒ルーシの公爵、1252年にバーベンベルク家相続人のゲルトルートと結婚したが、翌1253年に離婚した。
- ムスチスラフ（? - 1300年） - ルーツィク公、ヴォルィーニ公
- シュヴァルナス（? - 1269年） - リトアニア大公
- ペレヤースラウァ（? - 1283年） - マゾフシェ公シェモヴィト1世と結婚
- ウスティニア（生没年不詳） - ウラジーミル大公アンドレイと結婚
- ソフィヤ（生没年不詳） - シュヴァルツブルク＝ブランケンブルク伯ハインリヒ5世と結婚

## 登場作品
- グラディウス 希望への奪還（2018年、ウクライナ、演：セヒー・イアルムシェンコ）